# Tonight Again
A Tonight Again (magyarul: Ma éjjel újra) Guy Sebastian ausztrál énekes dala, amellyel Ausztráliát képviselte a 2015-ös Eurovíziós Dalfesztiválon, Bécsben. A dal belső kiválasztás során nyerte el a dalversenyen való indulás jogát.

## Eurovíziós Dalfesztivál
2015. február 10-én az Európai Műsorsugárzók Uniója bejelentette, hogy a hatvanadik Eurovíziós Dalfesztivál alkalmából Ausztrália is versenyezhet a dalfesztiválon. Az ausztrál versenyző közvetlenül a döntőbe jutott, és ugyanazokkal a feltételekkel versenyzett, mint a többi ország. Minden ország szavazhatott az ausztrál dalra is, viszont továbbra is fennállt az a szabály, hogy senki sem szavazhat a saját országára. Ausztrália automatikus döntőbe jutásának az volt a magyarázata, hogy nem szerették volna, ha csökkenti a többi, elődöntőkön résztvevő országok döntőbe jutási esélyét.
Március 5-én a Special Broadcasting Service bejelentette, hogy Guy Sebastian-t választották ki, hogy képviselje Ausztráliát a következő Eurovíziós Dalfesztiválon. Versenydala és a hozzá készült videoklip március 16-án jelent meg.
Mivel ez volt Ausztrália első részvétele, ezért a dalt először a május 23-án rendezett döntőben versenyzett, fellépési sorrendben tizenkettedikként lépett fel, a Ciprust képviselő John Karayiannis One Thing I Should Have Done című dala után és a Belgiumot képviselő Loïc Nottet Rhythm Inside című dala előtt. A szavazás során összesítésben 196 ponttal (Ausztriától és Svédországtól maximális pontot kapott) a verseny ötödik helyezettje lett.
A következő ausztrál induló Dami Im volt Sound of Silence című dalával a 2016-os Eurovíziós Dalfesztiválon, Stockholmban.

### Kapott pontok
Döntő
| Össz | Szavazó országok | Szavazó országok | Szavazó országok | Szavazó országok | Szavazó országok   | Szavazó országok | Szavazó országok | Szavazó országok | Szavazó országok | Szavazó országok | Szavazó országok | Szavazó országok | Szavazó országok | Szavazó országok | Szavazó országok | Szavazó országok | Szavazó országok | Szavazó országok | Szavazó országok | Szavazó országok | Szavazó országok | Szavazó országok | Szavazó országok | Szavazó országok | Szavazó országok | Szavazó országok | Szavazó országok | Szavazó országok | Szavazó országok | Szavazó országok | Szavazó országok | Szavazó országok | Szavazó országok | Szavazó országok | Szavazó országok | Szavazó országok | Szavazó országok | Szavazó országok | Szavazó országok |
| Össz | Szlovénia        | Franciaország    | Izrael           | Észtország       | Egyesült Királyság | Örményország     | Litvánia         | Szerbia          | Norvégia         | Svédország       | Ciprus           | Belgium          | Ausztria         | Görögország      | Montenegró       | Németország      | Lengyelország    | Lettország       | Románia          | Spanyolország    | Magyarország     | Grúzia           | Azerbajdzsán     | Oroszország      | Albánia          | Olaszország      | Moldova          | Hollandia        | Finnország       | Macedónia        | Fehéroroszország | Dánia            | Írország         | San Marino       | Málta            | Portugália       | Csehország       | Izland           | Svájc            |
| ---- | ---------------- | ---------------- | ---------------- | ---------------- | ------------------ | ---------------- | ---------------- | ---------------- | ---------------- | ---------------- | ---------------- | ---------------- | ---------------- | ---------------- | ---------------- | ---------------- | ---------------- | ---------------- | ---------------- | ---------------- | ---------------- | ---------------- | ---------------- | ---------------- | ---------------- | ---------------- | ---------------- | ---------------- | ---------------- | ---------------- | ---------------- | ---------------- | ---------------- | ---------------- | ---------------- | ---------------- | ---------------- | ---------------- | ---------------- |
| 196  | 2                | 2                | 7                | 5                | 10                 | 1                | 3                | 3                | 10               | 12               | 4                | 4                | 12               | 5                |                  | 7                | 8                | 5                | 2                | 7                | 8                |                  |                  | 4                | 3                | 6                | 4                | 8                | 5                |                  | 6                | 8                | 5                | 8                | 6                |                  |                  | 8                | 8                |

## Galéria

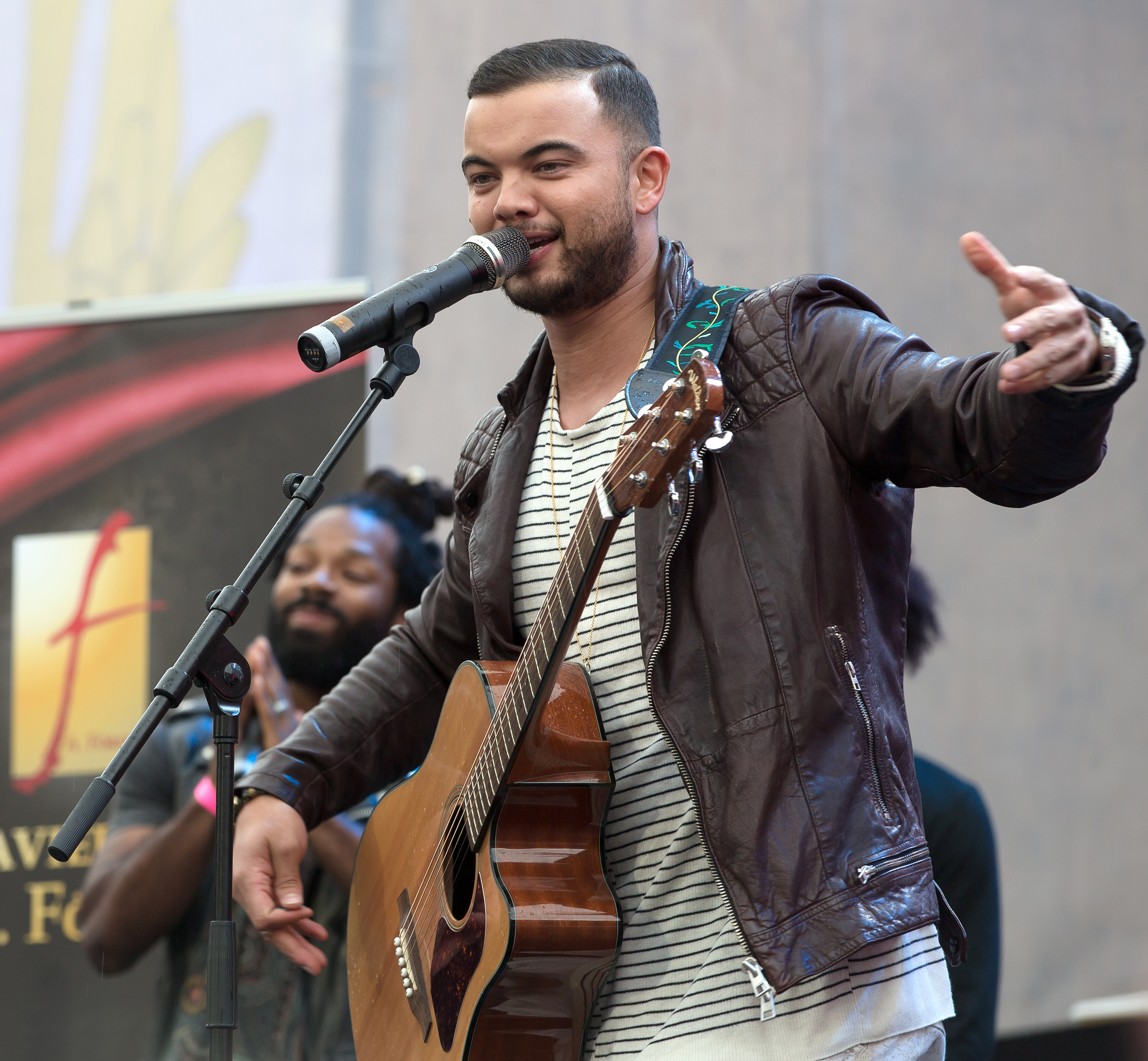
Az Euro Village-ben
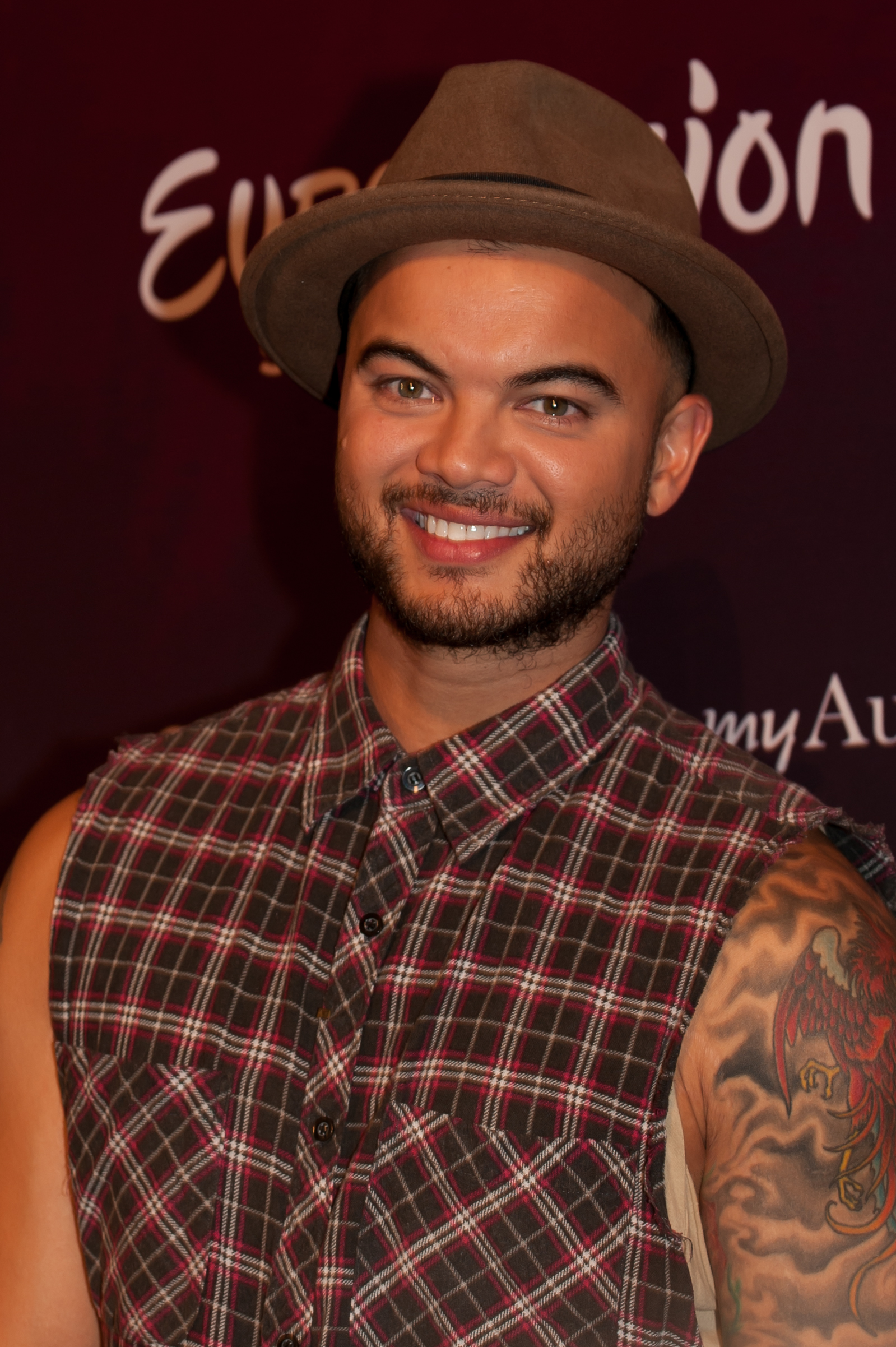
Az első próba utáni sajtótájékoztatón
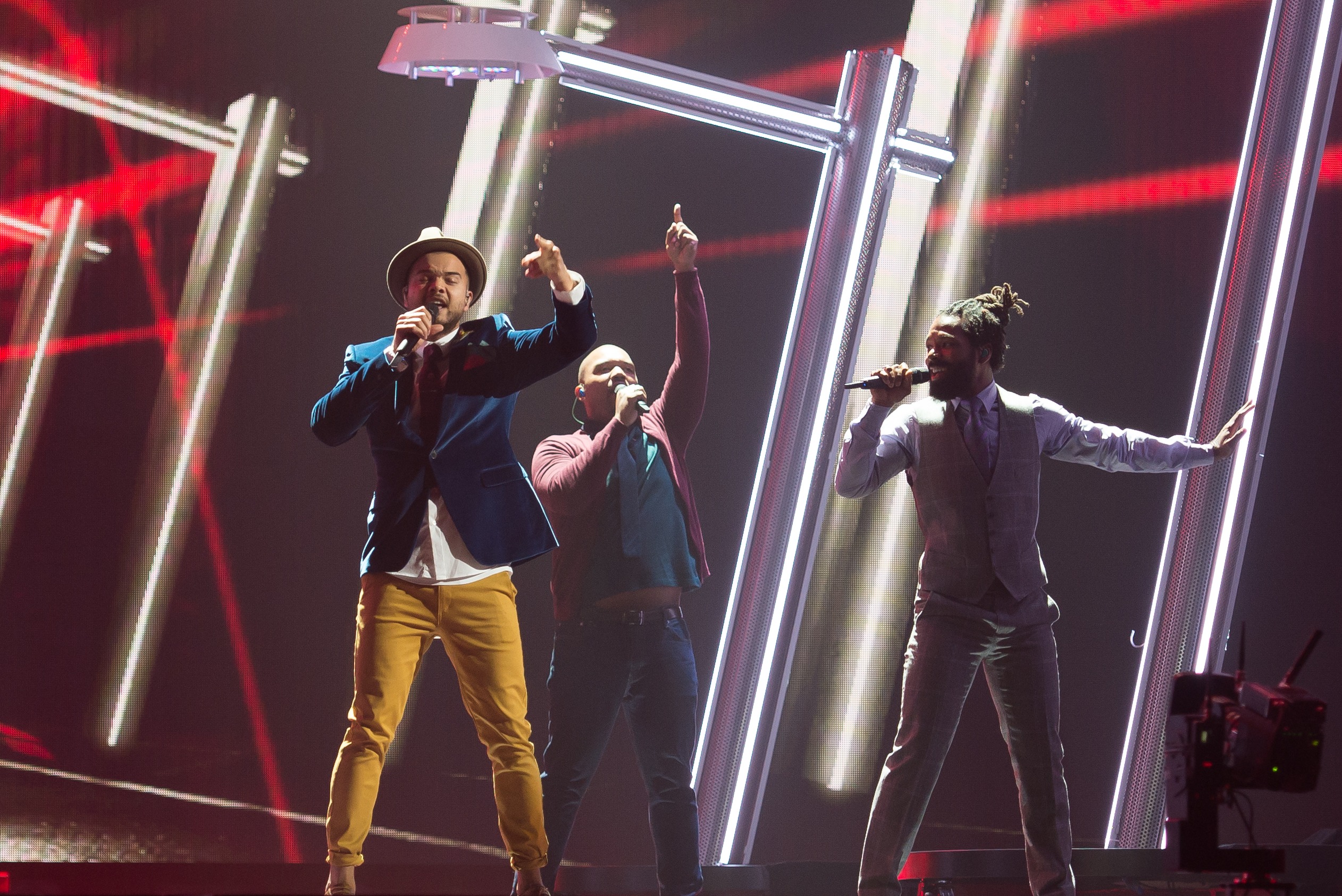
A döntőben

## Külső hivatkozások
- A dal videóklipje. YouTube-videó, Eurovision Song Contest, 2015. március 16.